# 第13外人准旅団
第13外人准旅団（だいじゅうさんがいじんじゅんりょだん、13e demi-brigade de Légion étrangère：13e DBLE）は、フランス中部ラルザックに駐屯するフランス陸軍の機械化歩兵准旅団であり、2019年現在のフランス軍において准旅団(demi-brigade)を名乗る唯一の部隊である。
兵種は歩兵、伝統的区分は外人部隊である。

## 沿革
- 1940年：第13准旅団が編成される。ノルウェーナルヴィクに上陸。後に撤退（en:Battles of Narvik）。
- 1941年：自由フランス軍と合流、ガボン（en:Battle of Gabon）、スーダン、マッサワ、イタリア領ソマリランドケレンで伊軍と交戦（en:Battle of Keren）。シリアへ転戦（en:Syria-Lebanon Campaign）。
- 1942年：北アフリカ戦線、ビル＝ハケイムにて独軍と交戦（ガザラの戦い）。
- 1943年：チュニジアに進攻（トーチ作戦）。
- 1944年：イタリア戦線、ローマへ進攻（アンツィオの戦い）。アンヴィル作戦、南仏に上陸。
- 1945年：コルマールにて終戦を迎える（コルマールの戦い）。
- 1946年：第一次インドシナ戦争に参加。（～1954年まで）
- 1954年：アルジェリア戦争に参加。（～1962年まで）
- 1962年：ジブチ共和国ジブチ市に駐留。
- 1976年：アフリカ・ジブチ共和国で過激派組織FLCS（ソマリア沿岸解放戦線）によってフランス国籍の子供ら31人が人質になったバスジャック事件。人質救出を実行したGIGNの支援。
- 2011年：7月31日、アラブ首長国連邦アブダビに移駐する。
- 2016年：同年1月から2018年にかけて、段階的にフランス中南部ラルザックへ移駐する。
- 2021年：日米豪仏多国間演習ジャンヌダルク21にフランス陸軍第6軽機甲旅団と参加。

## 最新の部隊編制（2018年時点）

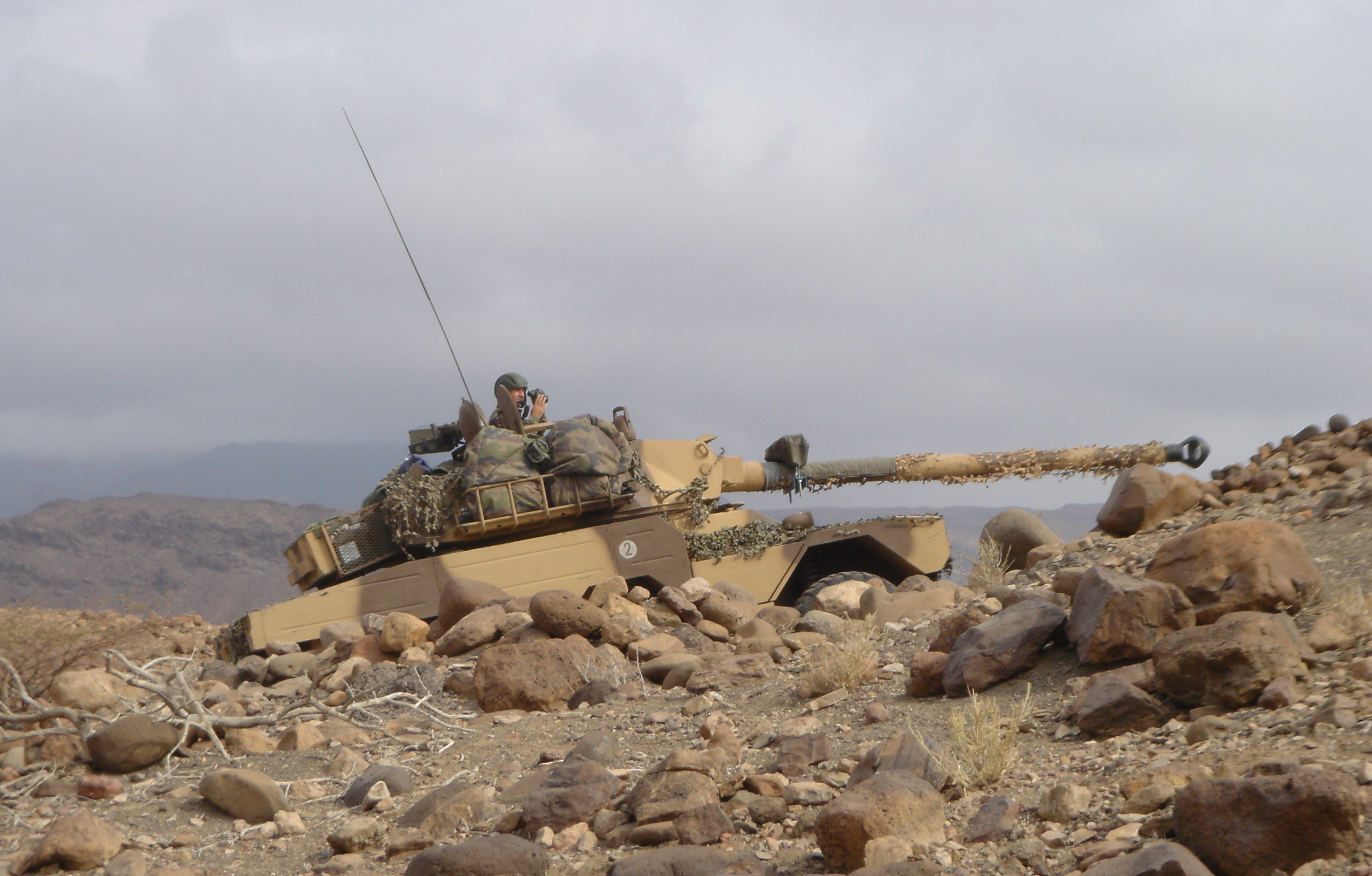
展開訓練中のERC 90

- 本部管理中隊- 従来の指揮・連絡・医療・輸送・整備といった機能を集約
- 1個偵察中隊 - ERC 90
- 5個戦闘中隊 - VAB
- 1個予備中隊

### 定員
- 准旅団の人員構成は、約1200名からなる。
- ERC 90が12両、RTF1が4門、約150台の車両を装備する。
- 同准旅団の歩兵中隊は第2外人歩兵連隊と第2外人落下傘連隊の隊員と、工兵中隊は第1外人工兵連隊と第2外人工兵連隊の隊員とそれぞれ定期的に交代して勤務に就いている。

## 准旅団の任務
外地時代の准旅団の任務は、駐留国との防衛協定に基づき、同国の主権確保、領域警備及びフランス権益の保護、軍の海外展開における拠点として一定の整備能力及び環境適応訓練が実施できるようにすることにあった。また、平和維持活動にも小規模な部隊を派遣している。

## 主要装備

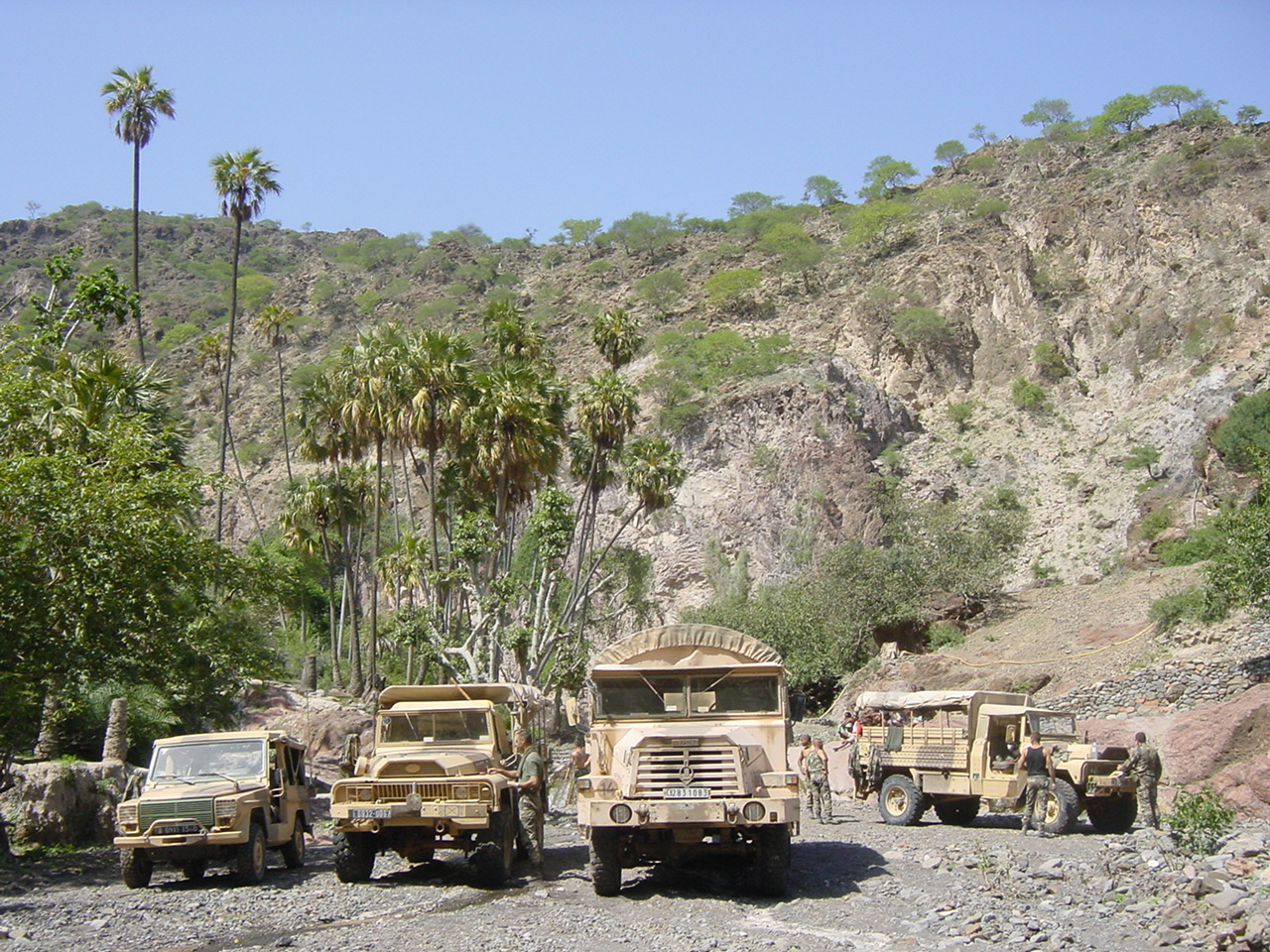
13DBLEの車両

- GIAT BM92-G1
- FA-MAS
- FR-F2
- AAT-F1
- AA-52
- 12.7mm重機関銃
- RTF1 120mm迫撃砲
- LLR 81mm迫撃砲
- ERYX
- ミラン
- HOT
- ERC 90
- VAB
- VAL
- P4
- TRM 2000